# Понте Сан Пјетро
Понте Сан Пјетро (итал. Ponte San Pietro) је насеље у Италији у округу Бергамо, региону Ломбардија.
Према процени из 2011. у насељу је живело 11256 становника. Насеље се налази на надморској висини од 231 м.

## Становништво
Према резултатима пописа становништва 2011. у општини је живело 11.273 становника.
| 1936. | 1951. | 1961. | 1971. | 1981.  | 1991.  | 2001. | 2011.  |
| ----- | ----- | ----- | ----- | ------ | ------ | ----- | ------ |
| 5.584 | 6.581 | 7.731 | 9.655 | 10.595 | 10.115 | 9.633 | 11.273 |